# Здвуж
Здвуж (пол. Zdwórz) — село в Польщі, у гміні Лонцьк Плоцького повіту Мазовецького воєводства.
Населення — 249 осіб (2011).
У 1975-1998 роках село належало до Плоцького воєводства.

## Демографія
Демографічна структура станом на 31 березня 2011 року:
|          | Загалом | Допрацездатний вік | Працездатний вік | Постпрацездатний вік |
| -------- | ------- | ------------------ | ---------------- | -------------------- |
| Чоловіки | 126     | 20                 | 98               | 8                    |
| Жінки    | 123     | 26                 | 75               | 22                   |
| Разом    | 249     | 46                 | 173              | 30                   |